# Insônia (filme de 1982)
Insônia é um filme brasileiro de 1982, do gênero drama, em dois episódios, dirigido por Emmanuel Cavalcanti, Nelson Pereira dos Santos e Luiz Paulino dos Santos, que também assinam o roteiro, baseado no livro livro homônimo de Graciliano Ramos.

## Elenco
- Nelson Dantas
- Bete Mendes
- Otávio Augusto
- Nizo Neto
- Ilva Niño
- Vanda Lacerda
- Joel Barcellos
- Rui Resende
- Procópio Ferreira
- Ney Santanna
- Nádia Lippi
- Wilson Grey
- Telma Reston
- Fernando Reski
- Luíza Barreto Leite